# Nederlands kampioenschap voetbal interregionale jeugd A-Junioren
Van 1961 tot en met 1985 werd gestreden om het Nederlands kampioenschap voetbal interregionale jeugd A-junioren.
Het kampioenschap voor A-Junioren is ingevoerd in 1961 onder invloed van de pogingen van de KNVB om te komen tot spelpeilverbetering. Tot en met het midden van de jaren 50 werd er geen jeugdvoetbal georganiseerd op landelijk KNVB niveau. De 20 onderafdelingen van de KNVB waren verantwoordelijk voor de organisatie van jeugdcompetities. De hoogst beschikbare titel voor A-junioren was dan ook het afdelingskampioenschap. In 1956/57 werd door de afdelingen Groningen, Drenthe en Friesland voor het eerst een jeugdcompetitie georganiseerd met verenigingen uit het gehele district noord. Deze competitie werd de districtsselectieklasse genoemd. De andere vijf districten volgden snel en in 1960/61 werd op het terrein van AGOVV voor het eerst een eindtoernooi georganiseerd om het landskampioenschap voor geselecteerde jeugd. Fortuna '54 was de eerste winnaar hiervan. Vanaf 1965/66 werden de finales tussen de 6 districtskampioenen verspeeld op een tweedaags toernooi te Zeist. Dit systeem bleef gehandhaafd tot en met 1984/85. Na dit seizoen kwam er voor het eerst een landelijke jeugdcompetitie. Voortaan zou de KNVB de organisatie hiervan zelf ter hand nemen.

## Voorgeschiedenis
Reeds in de jaren 30 van de twintigste eeuw heeft de KNVB getracht het jeugdvoetbal op een hoger peil te brengen door de sterkste jeugdteams uit verschillende afdelingen bij elkaar te brengen. Door tegenvallende medewerking van de verenigingen werd deze poging na twee seizoenen gestaakt. Vervolgens werd pas na de Tweede Wereldoorlog weer een voorzichtige poging gewaagd om de beste jeugdvoetballers onder grotere weerstand te laten voetballen. Deze keer ging het initiatief in eerste instantie uit van de afdelingen van de KNVB. Zo werd bijvoorbeeld in 1951 in de afdeling Groningen een hoofdklasse ingevoerd die het totale gebied van deze afdeling bestreek. De afdelingen Nijmegen en Arnhem keken als eersten over de eigen afdelingsgrens heen om het jeugvoetbal op een hoger peil te brengen.
Het district noord komt de eer te beurt om als eerste een districtsselectieklase in het leven te hebben geroepen, dat wil zeggen een selectieklasse waar verenigingen uit alle afdelingen van het district zich voor konden plaatsen. Niet overal ging het zo voortvarend. In West I begon het voorzichtig in 1957 toen op verzoek van de KNVB de afdelingen Utrecht en Amsterdam begonnen met een geselecteerde jeugdcompetitie. Een seizoen later kwam ook de afdeling Noord-Holland hierbij. Vanaf 1959/60 was de districtsselectieklasse volledig door toetreding van de afdeling Haarlem tot de selectieklasse. Deze afdeling had de beide voorgaande seizoenen samen met de afdelingen Den Haag en Leiden uit district West II een selectieklasse georganiseerd. In de beginfase was het dan ook niet noodzakelijkerwijze zo dat er werd samengewerkt binnen het eigen district.
De inrichting en kwalificatie voor de selectieklassen werd geheel aan de samenwerkende afdelingen overgelaten. Sommige districten hadden een enkelvoudige selectieklasse boven de afdelingen. Andere hadden meerdere selectieklassen waarvan de kampioenen beslissingswedstrijden tegen elkaar speelden voor kwalificatie voor het eindtoernooi om het landskampioenschap. Weer andere districten hadden boven de afdelingen meerdere selectieklassen waardoor er ook op districsniveau gepromoveerd en gedegradeerd kon worden. In district noord was er reeds vanaf het begin sprake van een competitie waarheen kon worden gepromoveerd vanuit de afdelingsselectieklassen. Er was geen groot verloop onder de deelnemers. In West I was het jarenlang zo dat de vier afdelingen ieder apart aan het begin van het seizoen een korte kwalificatieronde speelden om te bepalen welke verenigingen dat jaar aan de selectieklasse mee mochten doen. De deelnemers konden daar dan ook van jaar tot jaar sterk verschillen.
In West II was de samenwerking tussen de afdelingen nog niet erg gevorderd op het moment dat de KNVB het landskampioenschap voor A-junioren instelde. De hoogste klasse van de afdeling Rotterdam werd dan maar aangewezen als regionale selectieklasse, na aanvulling met een team uit de afdelingen Den Haag en Dordrecht. De afdeling Den Haag liet nog jarenlang in haar jaarverslagen doorschemeren maar met moeite aansluiting te kunnen vinden bij deze districtsselectieklasse. Het is dan ook niet verwonderlijk dat de kampioenen van West II in de beginjaren louter uit de afdeling Rotterdam kwamen.

## Districtsindeling
| District | West I        | West II   | Oost       | Noord     | Zuid I        | Zuid II |
| -------- | ------------- | --------- | ---------- | --------- | ------------- | ------- |
| Afdeling | Haarlem       | Dordrecht | Zwolle     | Friesland | Noord-Brabant | Limburg |
| Afdeling | Utrecht       | Rotterdam | Twenthe    | Groningen | Zeeland       |         |
| Afdeling | Amsterdam     | Den Haag  | Gelderland | Drenthe   |               |         |
| Afdeling | Noord-Holland | Gouda     | Arnhem     |           |               |         |
| Afdeling |               | Leiden    | Nijmegen   |           |               |         |

## Districtskampioenen
| Jaar    | West I      | West II         | Oost            | Noord          | Zuid I     | Zuid II         |
| ------- | ----------- | --------------- | --------------- | -------------- | ---------- | --------------- |
| 1956/57 | -           | -               | -               | Veendam        | -          | -               |
| 1957/58 | -           | -               | -               | Veendam        | -          | -               |
| 1958/59 | -           | -               | -               | GVAV           | -          | -               |
| 1959/60 | Ajax        | -               | Enschedese Boys | Leeuwarden     | -          | -               |
| 1960/61 | FC Volendam | Sparta          | Enschedese Boys | Leeuwarden     | NOAD       | Fortuna '54     |
| 1961/62 | Ajax        | Feijenoord      | Enschedese Boys | Emmen          | NOAD       | Fortuna '54     |
| 1962/63 | UVV         | -               | Quick '20       | Emmen          | -          | -               |
| 1963/64 | RKAVIC      | -               | -               | Emmen          | -          | -               |
| 1964/65 | Blauw Wit   | -               | Hengelo         | Drachten       | -          | -               |
| 1965/66 | DWS         | Feijenoord      | Ede             | Be Quick       | NOAD       | Venlosche Boys  |
| 1966/67 | Ajax        | CVV             | SC Enschede     | Be Quick       | MULO       | SC Irene        |
| 1967/68 | Blauw Wit   | Feijenoord      | Go Ahead        | Leeuwarden     | RKC        | SC Irene        |
| 1968/69 | Ajax        | Feijenoord      | Go Ahead        | Emmen          | NOAD       | FSC             |
| 1969/70 | HVC         | Feijenoord      | Go Ahead        | Be Quick       | Middelburg | Tiglieja        |
| 1970/71 | Ajax        | Feyenoord       | SC Enschede     | Be Quick       | Eindhoven  | Blerick         |
| 1971/72 | Blauw Wit   | Feyenoord       | N.E.C.          | Emmen          | Eindhoven  | Fortuna SC      |
| 1972/73 | Haarlem     | FC Den Haag/ADO | PEC Zwolle      | Emmen          | BVV        | MVV             |
| 1973/74 | Ajax        | Feyenoord       | N.E.C.          | Heerenveen     | PSV        | Rapid           |
| 1974/75 | Ajax        | ADO             | Go Ahead        | Emmen          | PSV        | Venray          |
| 1975/76 | Ajax        | Excelsior       | N.E.C.          | Emmen          | Wilhelmina | Helden          |
| 1976/77 | Ajax        | Feyenoord       | SC Enschede     | Emmen          | PSV        | MKC             |
| 1977/78 | Ajax        | Sparta          | N.E.C.          | Leeuwarden     | PSV        | Fortuna SC      |
| 1978/79 | Ajax        | Sparta          | N.E.C.          | Leeuwarden     | PSV        | MKC             |
| 1979/80 | Ajax        | ADO             | N.E.C.          | GRC            | PSV        | Sittard         |
| 1980/81 | Ajax        | Feyenoord       | Vitesse         | Heerenveen     | Geldrop    | Fortuna Sittard |
| 1981/82 | Ajax        | Feyenoord       | De Graafschap   | Emmen          | RKTVV      | Waubach         |
| 1982/83 | Ajax        | Sparta          | PEC Zwolle      | GRC            | NAC        | Fortuna Sittard |
| 1983/84 | Ajax        | Feyenoord       | PEC Zwolle      | GVAV-Rapiditas | PSV        | MVV             |
| 1984/85 | Ajax        | ADO             | SC Enschede     | Sneek          | PSV        | Fortuna Sittard |